# Philippe Laurent (musicien)
Pour les articles homonymes, voir Laurent et Philippe Laurent.
Philippe Laurent est un compositeur et musicien français, né le 17 décembre 1956  à Tours dans le Centre.
Il fait partie des pionniers de la musique électronique en France au début des années 80.

## Biographie
Influencé par la musique électronique et expérimentale des années 50 et 60, celle de Pierre Henry ou Pierre Schaeffer principalement, et des années 70, celle du groupe allemand Kraftwerk , au niveau du son, ainsi que par la musique du début du XXe siècle avec Béla Bartók, Erik Satie ou encore Claude Debussy pour les compositions, Philippe Laurent commence à enregistrer ses premières cassettes vers 1979. Il sort quelques cassettes dans les années 80 sur des petits labels underground et participe à de nombreuses compilations autant en France qu'à l'étranger.
Au début des années 90, sa musique se fait moins électronique et plus contemporaine, avec le double disque Faste Occidental sorti en 1993 qu'il joue sur scène à l'Élysée-Montmartre en mai 1994. Mais sa musique, plus complexe, exigeante et référencée, a du mal à trouver son public à ce moment-là.
Il revient sur le devant de la scène grâce au renouveau de la musique électronique minimale dans les années 2000, et surtout grâce à la sortie du disque compilation Hot Bip sur le label américain Minimal Wave en 2011. Depuis, il s'est remis à faire des concerts en France et à l'étranger, reprenant comme base ses morceaux des années 80, retravaillés et remixés.

## Discographie
- 1983 : Hot Bip (Cassette single, Fraction Studio - France)
- 1984 : Système Clair (Cassette single, Fraction Studio - France)
- 1985 : Kunstausstellung (Cassette album, DTW - Allemagne)
- 1993 : Faste Occidental (Double CD album, MPC Records - France)
- 2011 : Hot Bip (LP album, Minimal Wave - USA)
- 2013 : Exposition 1 / Authority (12" split single avec HNN, Electric Voice Records - Canada)
- 2015 : Exposition 3 (EP 12" split single avec Xeno and Oaklander, Girouette Records - Allemagne)
- 2015 : Cassettes (LP album, Serendip Lab - France)
- 2015 : Mithra (EP 12", Peripheral Minimal - Angleterre)

Compilations
- 1983 : International Audio Communication Compilation Cassette N°1 (Cassette, 3Rio Tapes - Belgique)
- 1983 : Rising From The Red Sand Volume Five (Cassette, Third Mind Records - UK)
- 1983 : Andreas Compilation Fraction_1 (Cassette, Fraction Studio - France)
- 1983 : Andreas Compilation Fraction_2 (Cassette, Fraction Studio - France)
- 1983 : Video Games for the Blind (Cassette, Area Condizionata - Italie)
- 1983 : Sensationnel No. 1 (Cassette, Illusion Production - France)
- 1983 : I Spy My Little Eye (LP, Etiquette Records - Belgique)
- 1984 : The Best of the Rest Vol 29/30 (Cassette, A Modern Product - Allemagne)
- 1984 : 59 to 1 Cassette Nr. 2 (Cassette, 59 to 1 - Allemagne)
- 1984 : Independent World Vol. 1 (Cassette, Monochrome Tapes - Allemagne)
- 1984 : Grand Trax (Cassette, Trax - Italie)
- 1985 : Die Orgasmus Bigband (Cassette, Priapismus Records - Allemagne)
- 1985 : Alternative Funk Vol. I (Cassette, Vox Man Records - France)
- 1985 : Le défilé des épaves (Cassette, STI - Espagne)
- 1986 : To Post a Tape Vol. 2 (Cassette, Fraction Studio, Minimart Production - France)
- 1986 : Que faisiez-vous derrière l'oreille ? N° 5 (Cassette, Que faisiez-vous derrière l'oreille ? - France)
- 1986 : L'archange enflammé Vol. B (Cassette, Actéon - France)
- 1986 : The New Rock'N'Roll (Double Cassette, DTW - Allemagne)
- 1986 : Passions Organiques Vol. 1 & Vol. 2 (Double Cassette, A.P.E.A.C., Organic - France)
- 1986 : Rythmetic - Compilacion Internacional (Cassette, Fusion D.E. Producciones - Espagne)
- 1986 : Coconadindina (Cassette, 3Rio Tapes - Belgique)
- 1988 : Nimramicha (Cassette, Aruru - Allemagne)
- 1996 : Mysteria Mithrae (CD, Athanor - France)
- 1997 : Century XXI France (CD, Felmay, New Tone Records - Italie)
- 2011 : Electro for Japan (Digital, Cyberclash)
- 2012 : The Minimal Wave Tapes Volume Two (Stones Throw Records, Minimal Wave - USA)
- 2012 : French Synth Lovers (CD, Serendip - France)
- 2012 : 14 Tracks: Body Request (Digital, Boomkat - UK)
- 2012 : Trax 153 (CD, Trax Sampler - France)
- 2014 : ANDREAS N°17 - The Strange Bestiary (Digital, Fraction Studio - France)